# 4386 Lüst
4386 Lüst este un asteroid din centura principală, descoperit pe 26 septembrie 1960 de Cornelis van Houten și Tom Gehrels.